# Открытый чемпионат Японии по теннису 2008
Открытый чемпионат Японии 2008 — ежегодный профессиональный теннисный турнир в серии ATP International Gold для мужчин и 3-й категории WTA для женщин.
Соревнования проводилось на открытых хардовых кортах в Токио, Япония.
Турнир прошёл с 29 сентября по 5 октября 2008 года.
Прошлогодние победители:
- мужской одиночный разряд —  Давид Феррер
- женщины одиночный разряд —  Виржини Раззано
- мужчины парный разряд —  Джордан Керр /  Роберт Линдстедт
- женщины парный разряд —  Сунь Тяньтянь /  Янь Цзы

## Соревнования

### Мужчины. Одиночный турнир
Томаш Бердых обыграл  Хуана Мартина дель Потро со счётом 6-1, 6-4.
- Бердых выигрывает 1-й титул в сезоне и 4-й за карьеру в основном туре ассоциации.
- дель Потро с 5-й попытки проигрывает финал соревнования основного тура ассоциации.

### Женщины. Одиночный турнир
Каролина Возняцки обыграла  Кайю Канепи со счётом 6-2, 3-6, 6-1.
- Возняцки выигрывает 3-й титул в туре ассоциации.
- Канепи уступает оба своих финала соревнований тура ассоциации.

 Михаил Зверев /  Михаил Южный обыграли  Лукаша Длоуги /  Леандра Паеса со счётом 6-3, 6-4.
- Южный выигрывает 2-й титул в сезоне и 5-й за карьеру в основном туре ассоциации.
- Зверев выигрывает 2-й титул в основном туре ассоциации.

### Женщины. Парный турнир
Джилл Крейбас /  Марина Эракович обыграли  Аюми Мориту /  Айко Накамуру со счётом 4-6, 7-5, [10-6].
- Крейбас выигрывает 2-й титул в сезоне и 4-й за карьеру в туре ассоциации.
- Эракович выигрывает 2-й титул в туре ассоциации.